# Ram Muay
Pour les articles homonymes, voir RAM.

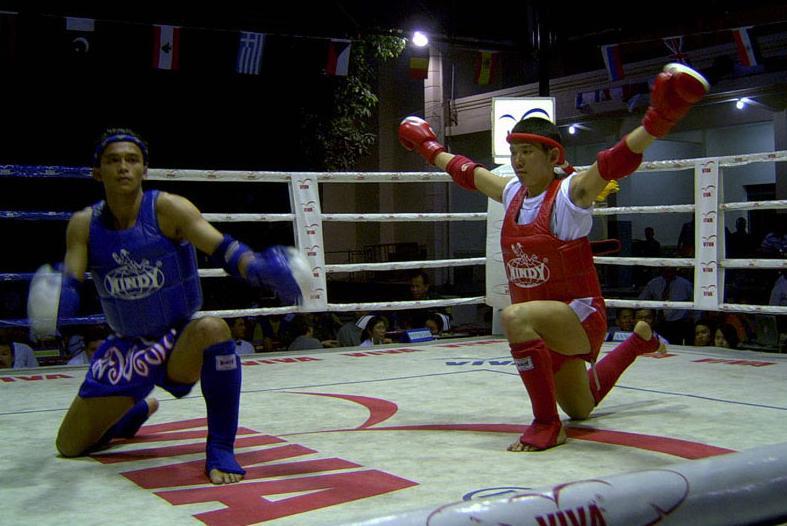
Ram Muay avant un match amateur de Muay Thai

Le Ram Muay est un rituel précédant un combat de muay-thaï (boxe thaïlandaise) et servant accessoirement d'échauffement. La réglementation internationale ne l'impose pas mais, en Thaïlande, il est exécuté par les boxeurs thaïlandais et une partie des étrangers.

## Présentation
Le ram muay provient de ram = danse et muay = boxe.
Suivant la "salutation au maître" (wai khru (en)), rituel obligatoire, cette danse, qui fait appel à une ou plusieurs figures légendaires, n'est enseignée qu'aux combattants muay-thaï. À l'origine, tout comme le mongkon que le boxeur porte autour de la tête durant la danse, elle était propre à chaque camp et à la région d'où venait le boxeur. On pouvait donc, à l'époque, savoir la provenance du boxeur grâce à la composition de son ram muay. C'est pour cela que si deux boxeurs exécutaient la même danse, cela signifiait qu'ils avaient reçu l'enseignement du même maître.
Aujourd'hui, les clubs n'ont plus leur propre ram muay ; on trouve donc au sein d'un même club, des boxeurs ayant des danses totalement différentes. Il existe aussi un type de ram muay musulman. Le ram muay dure entre 30 secondes et 4 minutes suivants les boxeurs ; pour une version complète hors ring, jusqu'à 8 minutes sont nécessaires.
Le ram muay symbolise la fraternité qui lie les combattants. Certaines des figures exécutées sont très populaires et donc choisies par une majorité de boxeurs. Le rituel comporte deux parties, une agenouillé et une debout :

### Taa phrom naang
Le boxeur agenouillé commence par des mouvements lents qui simulent la pose des bandages de mains, seule protection au début de la pratique ; suivent des figures dont les plus fréquentes sont la danse de l’oiseau (vol du cygne) durant laquelle les mouvements de bras évoquent ceux des ailes, la danse du pécheur (jet du filet avec les deux mains), la danse du chasseur (les mouvements évoquent un chasseur visant sa cible en tendant un arc), ou encore la danse d’Hanumãn, le dieu-singe patron des lutteurs.

### Il phrom na
Le nak muay se lève et exécute trois à quatre fois un yang sam khoum (déplacement de trois pas) qui lui permet de saluer chaque partie du public en se dirigeant vers les points cardinaux (les quatre côtés du ring). La chorégraphie est généralement la même que durant le taa phrom naang.

### Accompagnement et début du combat
À la fin du ram muay, chaque boxeur regagne le coin qui lui a été attribué ; quand les deux ont fini, l'arbitre les appelle au centre du ring pour leur donner les habituelles consignes. Ils retournent dans leur coin pour se faire retirer le mongkon et les éventuels colliers de fleurs et sont appelés pour débuter le premier round.
Une mélodie, le Wong Pee Glong ou Pi muay, exécutée par trois ou quatre musiciens, accompagne ce rituel d'avant combat : le Sarama (en).

## Type de danses
Parmi les chorégraphies les plus pratiquées; on peut citer :  
La danse de l’oiseau ou vol du cygne où les mouvements des bras évoquent ceux des ailes de l’oiseau. Elle a été popularisée par le multiple champion du monde Krongsak Prakong-Boranrat. 
La danse du pêcheur : analogie avec le filet lors d’un mouvement circulaire des deux mains, 
La danse du chasseur avec l’arc qui évoquent les mouvements d'un chasseur visant sa cible, tendant un arc… 
La danse avec le sabre adoptée par le Français Cédric Muller.
La danse d’Hanumān, le dieu-singe, choisie par Fabrice Payen, autre combattant français. 
On voit par ailleurs apparaitre des ram muay semi-originaux avec mimes de maquillage-coiffage et scènes de chasse (à l'arc puis au fusil) comme avec la jeune irlandaise Jodie McCarthy.